# 罗霞
罗霞（1962年—），四川乐至人，汉族，中华人民共和国政治人物、第十二届全国人民代表大会四川地区代表。

## 生平
毕业于西南交通大学机械工程学院载运工具及其应用专业。加入中国致公党，担任致公党中央委员、西南交通大学交通运输学院副院长。2008年，当选第十一届全国政协委员，代表教育界，分入第四十组。。2013年，担任全国人大代表。2018年2月24日，当选为第十三届全国人大代表。